# Kossa

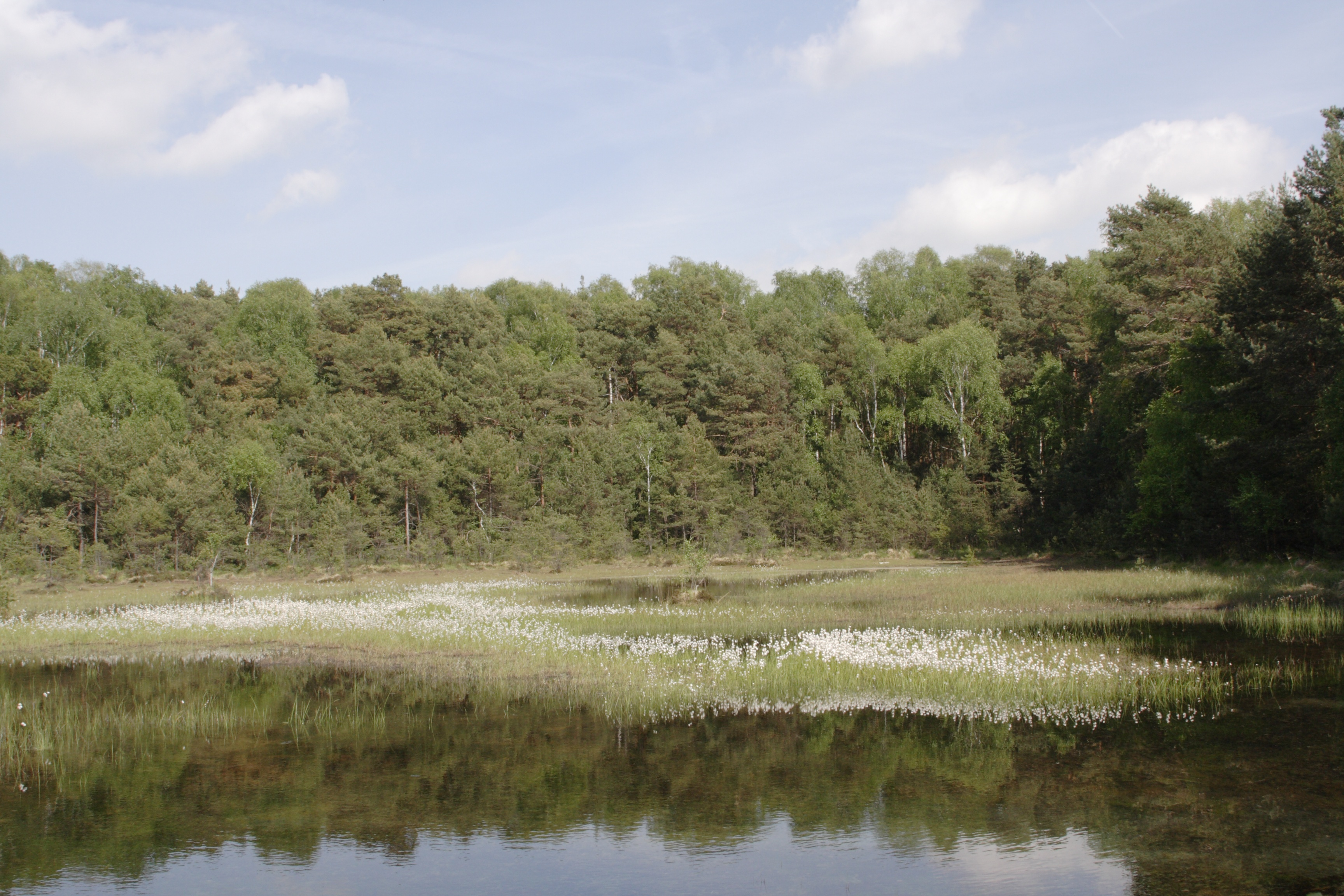
Moorlandschaft bei Pressel

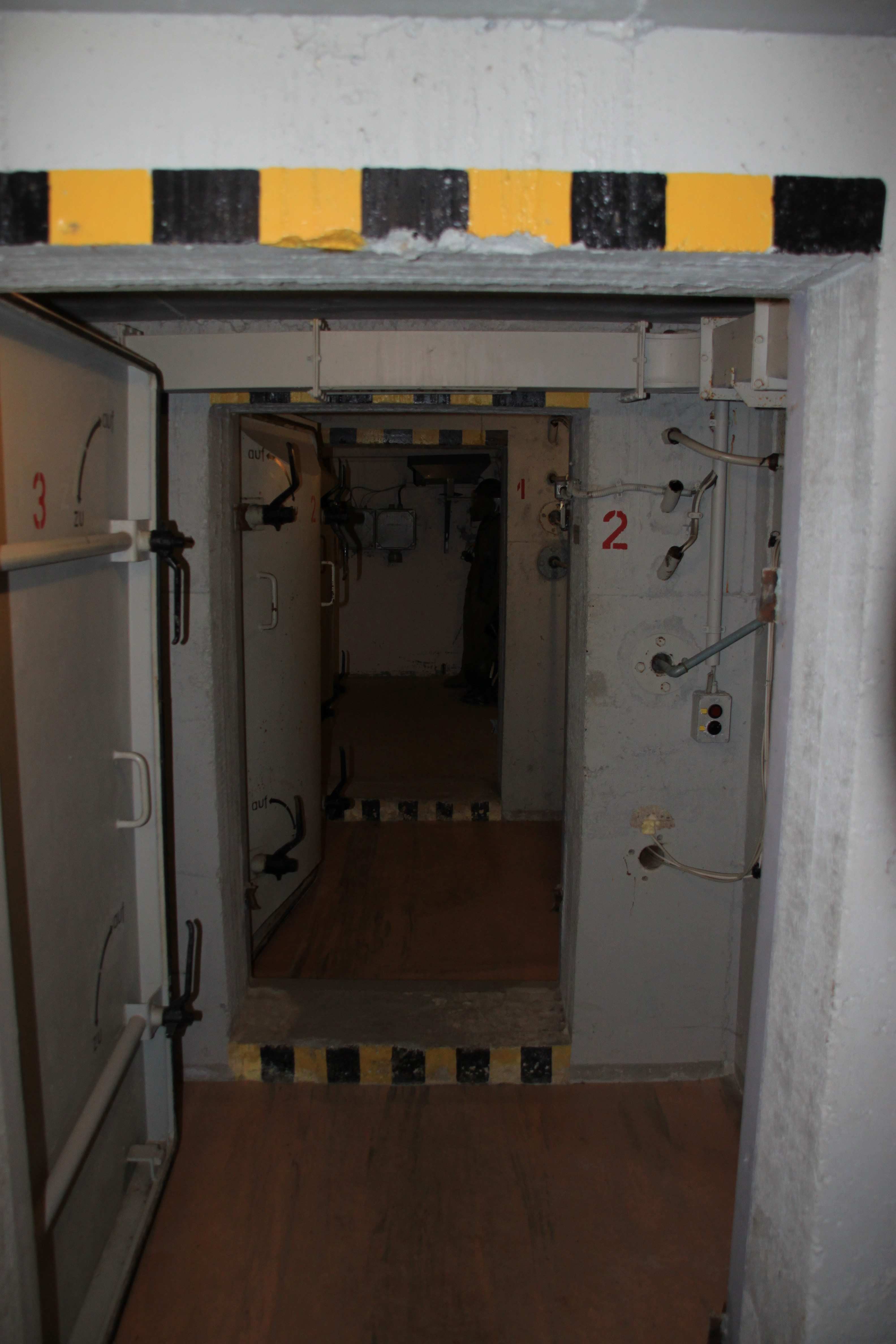
Eingang des Bunkers Kossa

Kossa ist ein Ortsteil der Gemeinde Laußig im Landkreis Nordsachsen, Freistaat Sachsen. Bis 2007 war Kossa der Hauptort der gleichnamigen Gemeinde, der die Ortsteile Kossa, Authausen, Durchwehna, Görschlitz und Pressel angehörten.

## Geografie und Verkehr
Kossa liegt ca. 10 km nordöstlich von Bad Düben und 20 km nördlich von Eilenburg. Die B 183 führt südlich am Ort vorbei. Im Norden grenzt die Kossaer Gemarkung an das Land Sachsen-Anhalt. Die Landschaft wird durch die großen, hügeligen Wald- und Heidegebiete der Dübener Heide geprägt.

## Geschichte
Die Orte sind, wie aus den Namen ersichtlich, meist slawischen Ursprungs. Der Ortsteil Kossa wird erstmals im Jahr 1464 als „Kassaw“ und 1492 als Koße urkundlich erwähnt. Der Ortsname kommt aus dem slawischen und bedeutet so viel wie „Sense“. Der Ort hat wie die meisten der Region an den Folgen des Dreißigjährigen Krieges und der Pest schwer zu leiden. So lebten in Kossa 1639 nur noch neun Einwohner.
Kossa, zwischen den kursächsischen Ämtern Düben und Torgau gelegen, gehörte als Exklave bis 1815 zum kursächsischen bzw. königlich-sächsischen Amt Eilenburg. Durch die Beschlüsse des Wiener Kongresses kam der Ort zu Preußen und wurde 1816 dem Kreis Bitterfeld im Regierungsbezirk Merseburg der Provinz Sachsen zugeteilt, zu dem er bis 1952 gehörte. Bei der Gebietsreform in der DDR im Jahr 1952 kam Kossa zum Kreis Eilenburg, der 1994 im Landkreis Delitzsch aufging.
Die Gemeinde Kossa wurde am 1. Januar 1974 um die ehemalige Gemeinde Durchwehna vergrößert.
1979 wurde der NVA-Bunker zwischen Kossa und Söllichau fertiggestellt.
Am 1. Juli 1996 kam die Gemeinde Authausen zu Kossa dazu. Ab dem 1. Januar 1999 stand der Name Gemeinde Kossa für alle fünf dazugehörigen Ortschaften Authausen, Durchwehna, Görschlitz, Kossa und Pressel. Am 1. Juli 2007 vereinigte sich Kossa mit der Nachbargemeinde Laußig zur neuen Gemeinde Laußig, nachdem sie vorher schon die Verwaltungsgemeinschaft Laußig gebildet hatten.

## Gedenkstätten
- Gedenkstein auf dem Friedhof Kossa und am Ortsausgang Durchwehna für die 58 ermordeten KZ-Häftlinge eines Todesmarsches aus einem der Außenlager des KZ Buchenwald

## Sehenswürdigkeiten
- Militärmuseum Kossa
- Naturpark Dübener Heide

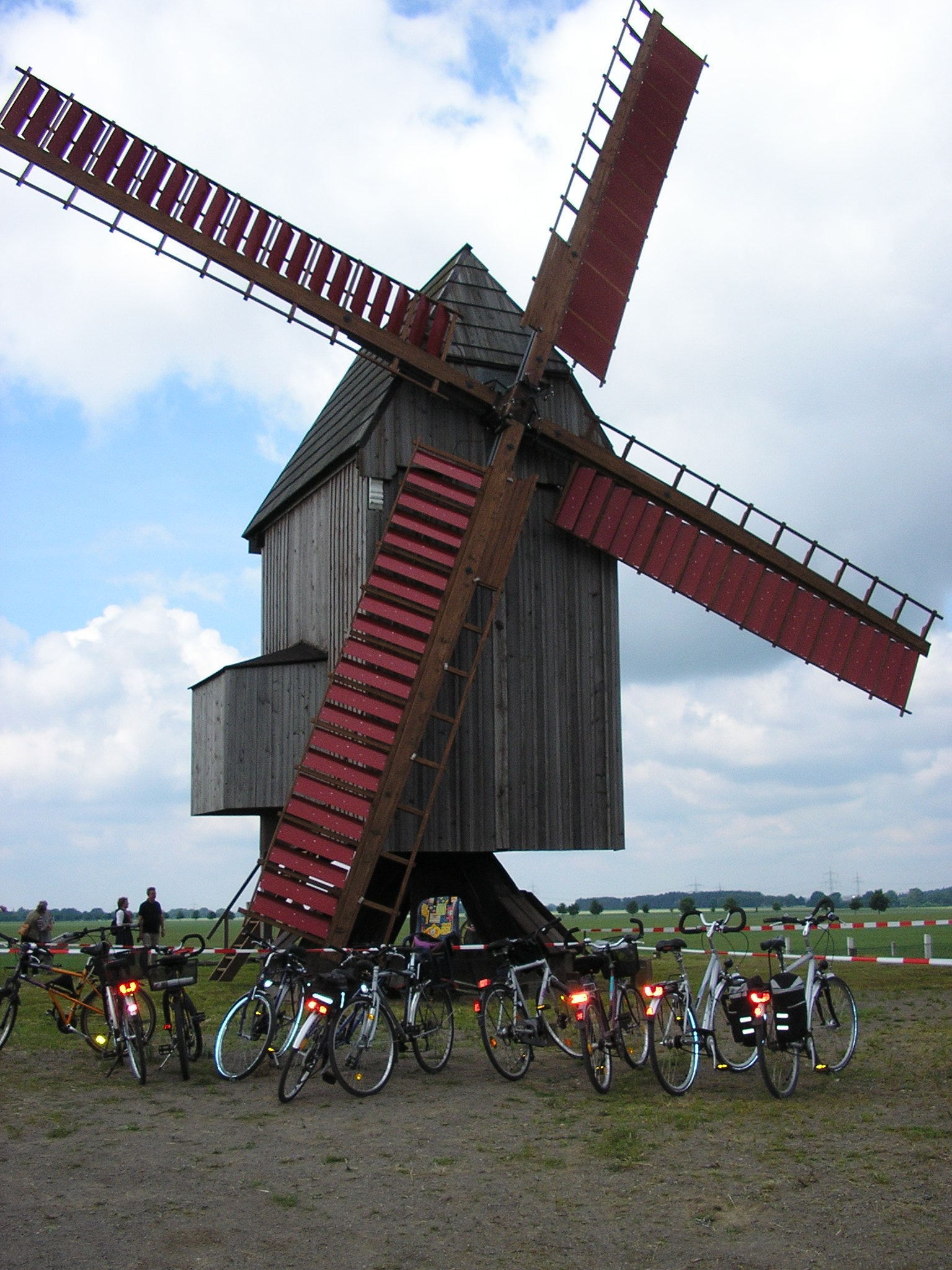
Bockwindmühle „Ludwig“ bei Authausen

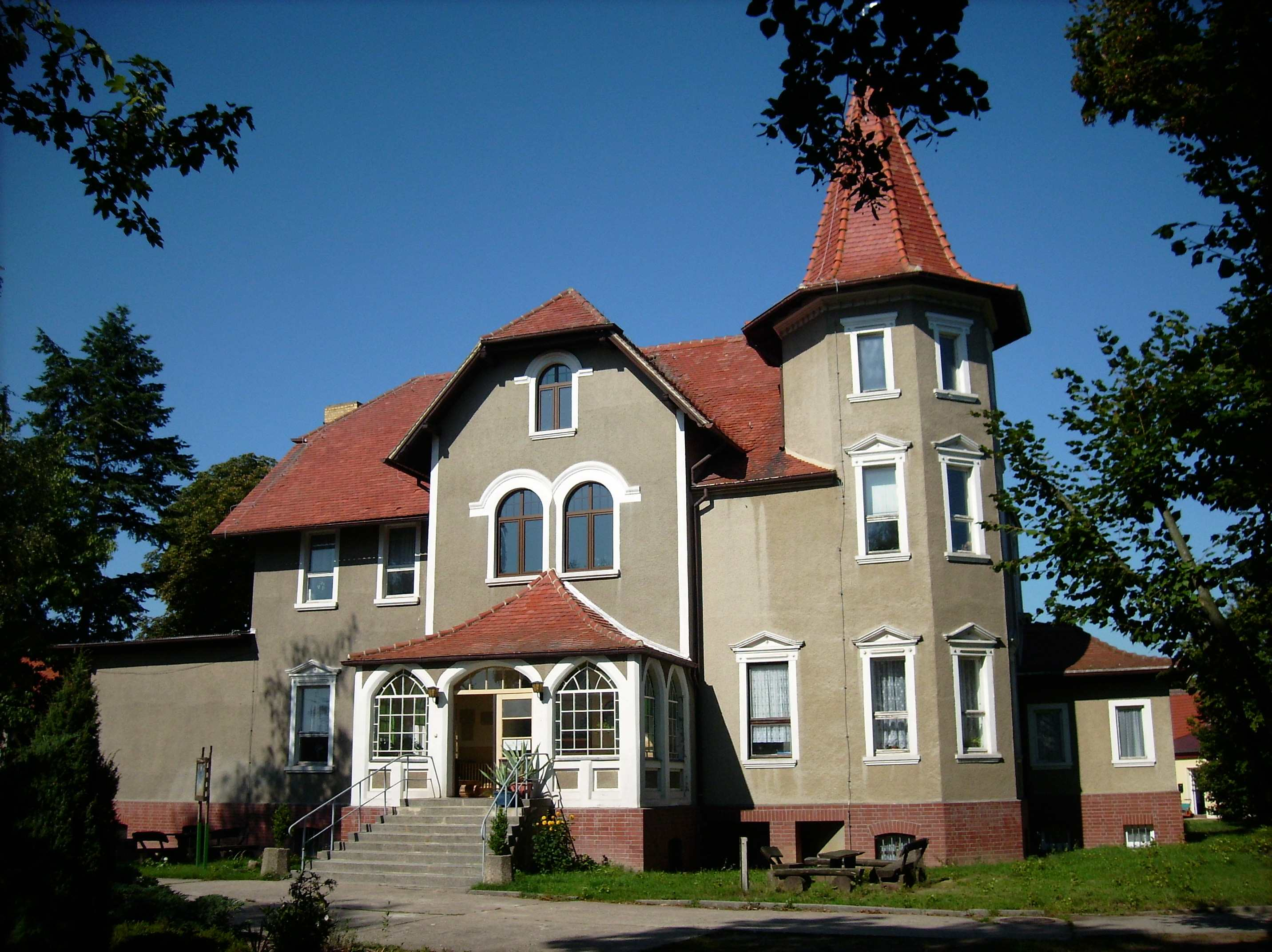
Herrenhaus in Pressel

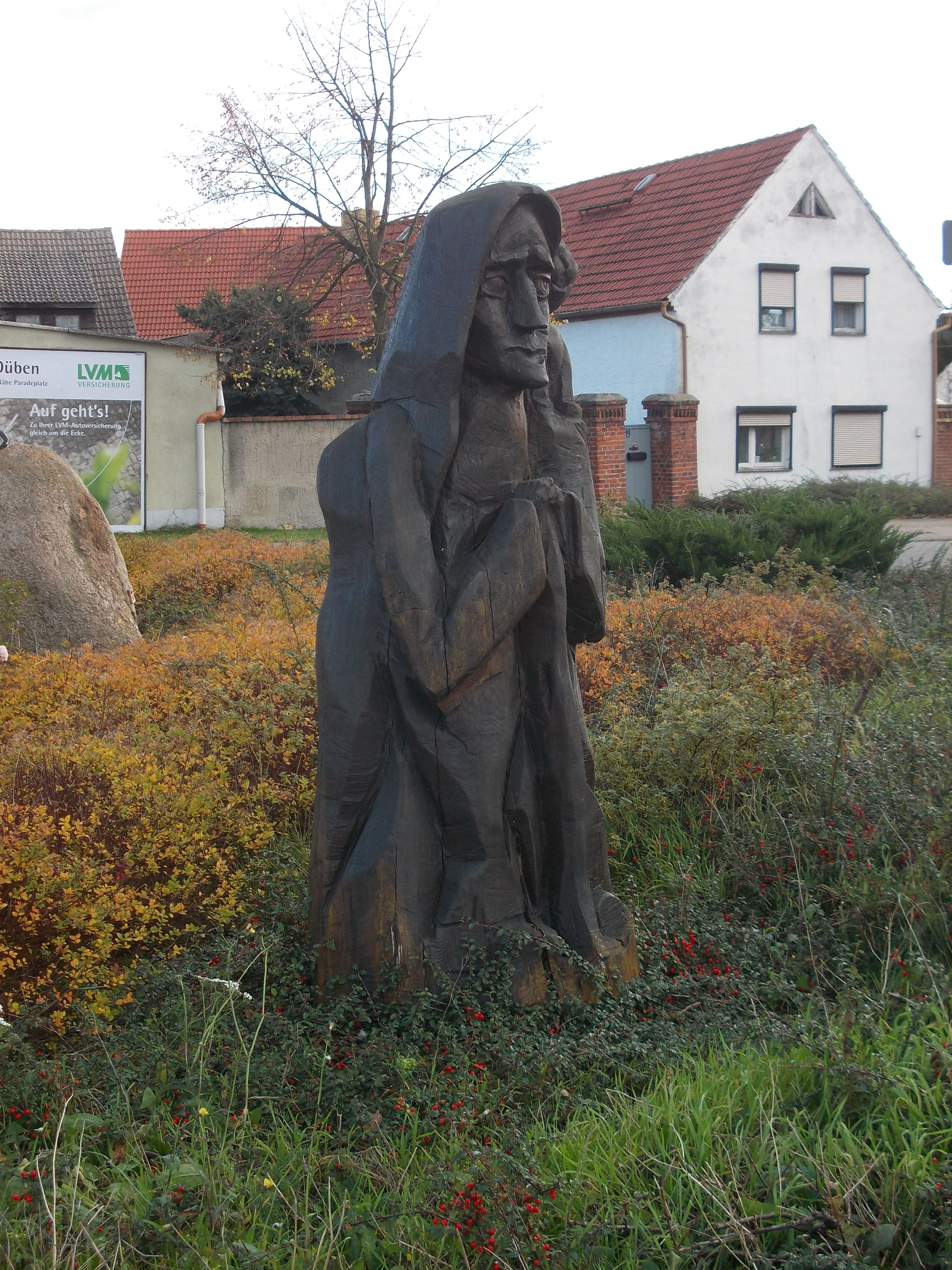
Statue am Hexenstein in Görschlitz

- Bockwindmühlen „Fiehn“ und „Ludwig“ bei Authausen
- neu errichtetes altes germanisches Haus bei Authausen
- Presseler Herrenhaus
- „Hexenstein“ bei Görschlitz
- Moorlandschaft bei Pressel

## Persönlichkeiten
- Hans-Jochen Tschiche (1929–2015), Geistlicher, Bürgerrechtler in der DDR und Politiker
- Gert Trebeljahr (1937–1979), hauptamtlicher Mitarbeiter des Ministeriums für Staatssicherheit, drittletzte in der DDR hingerichtete Person